# Ceratophallus
Ceratophallus é um género de gastrópode  da família Planorbidae.
Este género contém as seguintes espécies:
- Ceratophallus apertus
- Ceratophallus bicarinatus
- Ceratophallus coretus
- Ceratophallus crassus
- Ceratophallus faini
- Ceratophallus gibbonsi (Nelson)
- Ceratophallus kisumiensis (Preston, 1912)
- Ceratophallus natalensis (Krauss)
- Ceratophallus pelecystoma
- Ceratophallus socotrensis (Godwin-Austen, 1883)
- Ceratophallus yesimit Brown, 2001